# Nu.Vol.A.
I Nu.Vol.A. (Nuclei di volontariato alpino) sono 11 gruppi di volontari che fanno capo alla Protezione Civile A.N.A. di Trento.
Il presidente della Protezione Civile A.N.A. Trento è Giorgio Debiasi.

## Storia
La Protezione Civile dell'Associazione Nazionale Alpini di Trento è un'associazione di Volontariato fondata nel gennaio 1986.

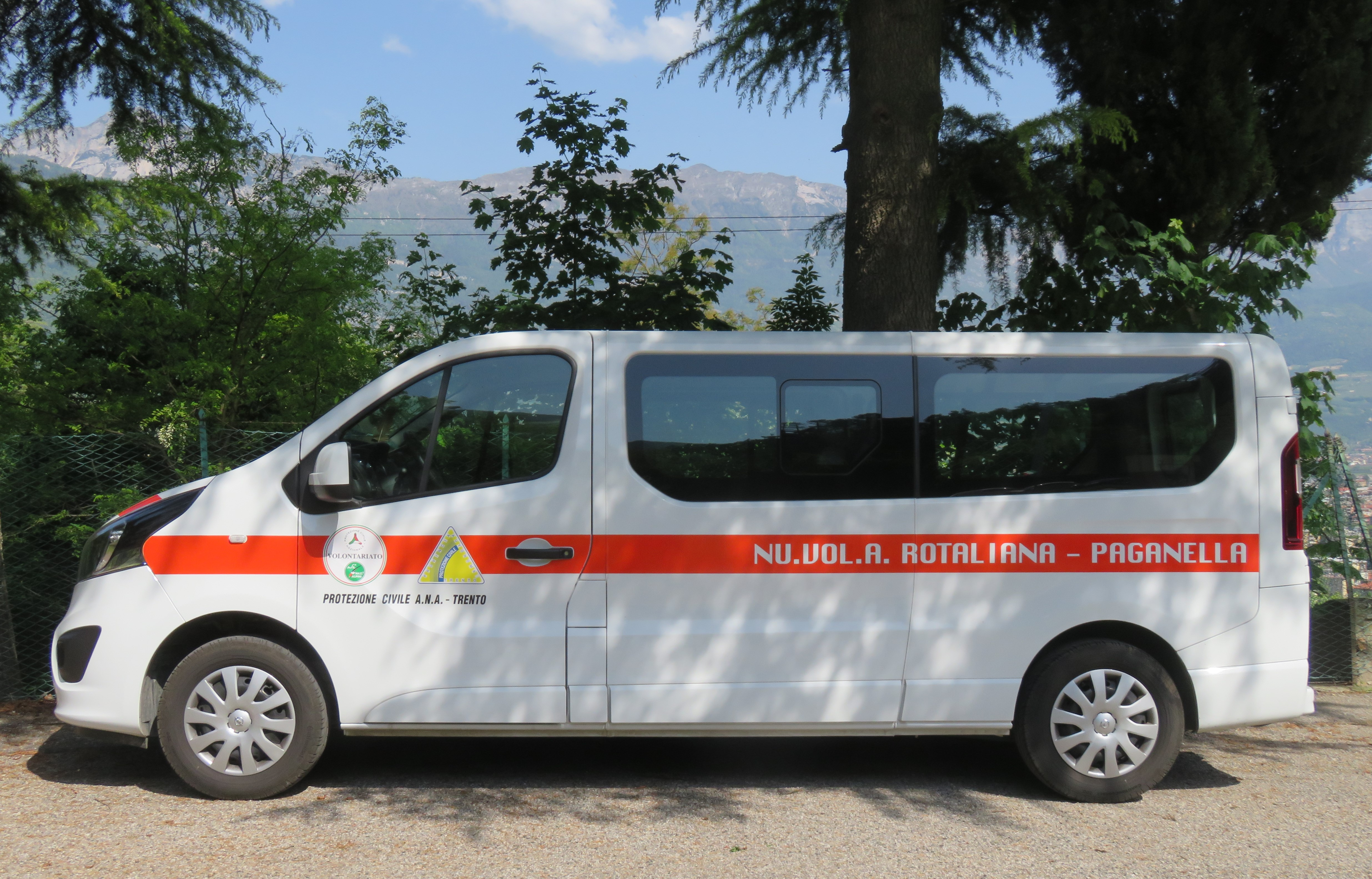
Pullmino Nu.Vol.A. Rotaliana - Paganella presso l'Ossario di Castel Dante a Rovereto

A partire dal 1994 i nuclei Nu.Vol.A. o Nuclei Volontari Alpini, suddivisi in 11 gruppi su tutto il territorio provinciale, sono entrati a far parte dell'organizzazione del Dipartimento di Protezione Civile della Provincia di Trento. Dal 2010 è nato anche un Gruppo Giovani, che ha lo scopo di far avvicinare i giovani al volontariato ed alla solidarietà.

## Scopi
I nuclei sono nati con la finalità di operare nel campo della protezione civile a supporto sia logistico sia organizzativo dei corpi dei vigili del fuoco e di tutte le organizzazioni che operano nelle emergenze. Svolgono poi altre attività in campo sociale, turistico ed ambientale.
Sono intervenuti durante i soccorsi alle popolazioni terremotate dell'Italia centrale nel 2016.

## Attività in seno all'A.N.A.
Come appartenenti all'A.N.A. i volontari dei Nu.Vol.A. collaborano a varie iniziative promosse dall'associazione alpini.